# Rahmhanke

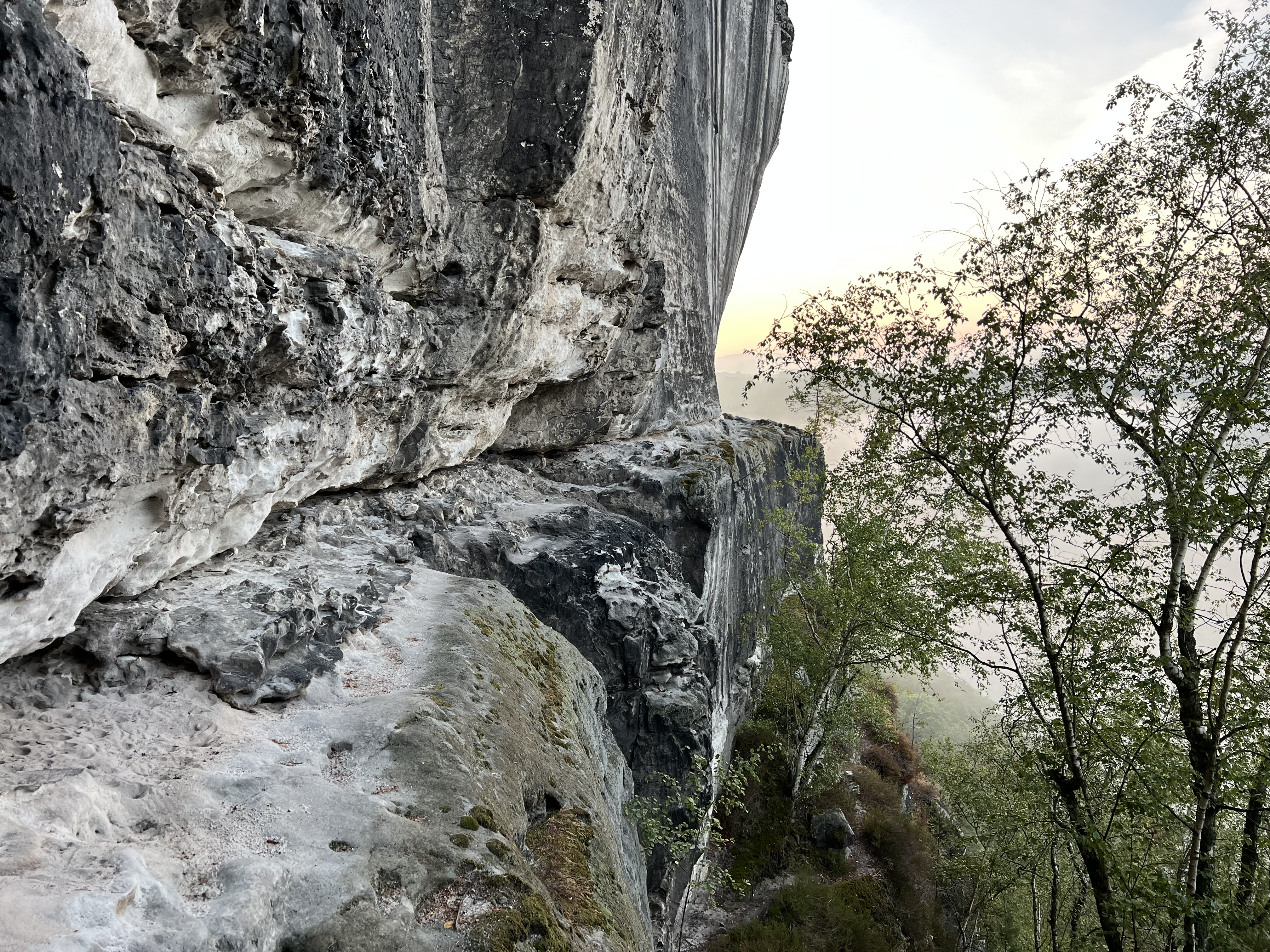
Die Rahmhanke in der Morgendämmerung

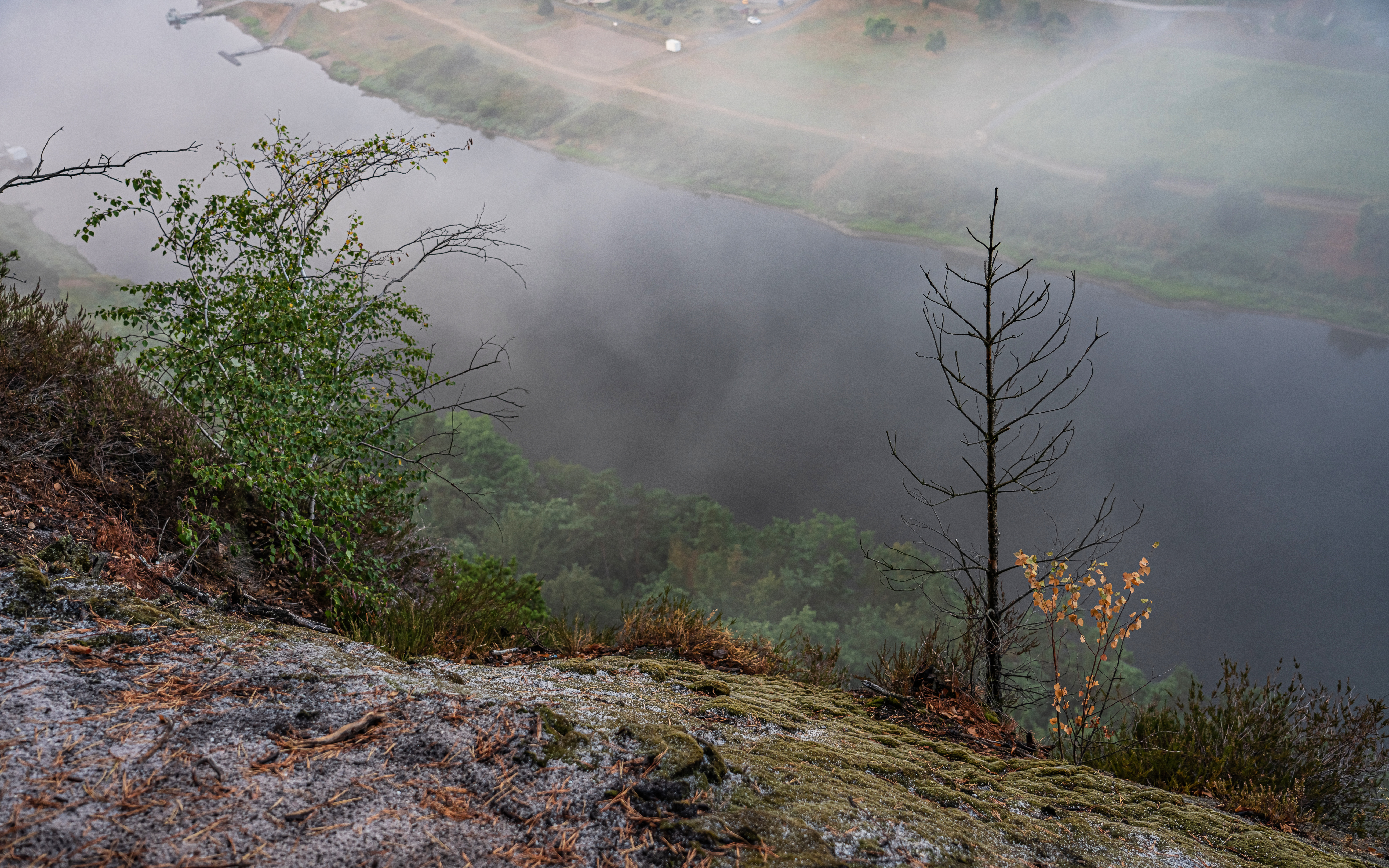
Blick von der Rahmhanke hinunter zur Elbe

Die Rahmhanke bzw. Rahm-Hanke ist ein ungesicherter, teilweise ausgesetzter Weg im Nationalpark Sächsische Schweiz.

## Lage und Verlauf
Die Rahmhanke führt als schmaler Weg auf einem Felsband unterhalb der Bastei etwa auf halber Höhe über der Elbe entlang und überwindet keine nennenswerten Höhenunterschiede. Sie beginnt am Aussichtspunkt des Tiedgesteins und verläuft unter der Steinschleuder und den Aussichtspunkten der Bastei in Richtung des Wartturms. Danach mündet der Weg in den Hirschgrund. Der gesamte Steig ist ungesichert; Halteeisen, Stahlseile, Klammern oder sonstige Hilfseinrichtungen sind nicht vorhanden, an verschiedenen Stellen müssen kleinere Kletterpassagen bewältigt werden. Deshalb und durch die Ausgesetztheit der Strecke gilt die Rahmhanke als anspruchsvoll und nur bei guter Witterung begehbar.

## Geschichte
Der Felspfad war bereits im Mittelalter vorhanden und bekannt. Er war in die Verteidigungslinien der Burg Altrathen und der Felsenburg Neurathen eingebunden. Etwa 1895 wurde der Steig durch die Bergsteiger Rahm und Hanke, damals beide in der Basteigaststätte angestellt, wiederentdeckt und, nachdem sie ihre Namen an der Felswand hinterließen, nach ihnen benannt.

## Rahm und Hanke
Emil Max Rahm (* 16. Mai 1872 in Bonnewitz) war der Sohn des Holzhändlers Moritz Rahm und seiner Frau Anna Therese Rahm, geborene Sperling. Der Hobbybergsteiger Max Rahm ging in die Gastronomie und wurde Kellner. Er wurde in den 1890er Jahren Oberkellner des Gasthauses auf der Bastei, wo er spätestens auch Hanke kennenlernte. Im Jahr 1900 heiratete er Lina Keil, aus dieser Verbindung entstammten fünf Kinder. Die Ehe wurde zu Beginn des Ersten Weltkriegs geschieden. Von 1922 bis 1933 betrieb Rahm mit seiner zweiten Frau den Böhnischhof in der Dresdener Johannstadt, ab 1936 pachtete er den Ratskeller in Dresden-Coschütz. Rahm soll am 31. Juli 1952 in Meißen verstorben und auf dem Heidefriedhof in einem Urnengrab beerdigt sein.
Über Hanke ist nur überliefert, dass er am Ende des 19. Jahrhunderts gemeinsam mit Rahm in der Basteigaststätte gearbeitet hat.

## Sonstiges
In der Nacht vom 14. zum 15. August 1934 wurde die Felswand an der Rahmhanke mit der Losung Heraus mit Thälmann! beschrieben, einer zur damaligen Zeit weit verbreiteten Parole für die Freilassung des 1933 verhafteten KPD-Politikers Ernst Thälmann. Laut einer Beschreibung aus dem Jahr 1984 durch die Kommission zur Erforschung der Geschichte der örtlichen Arbeiterbewegung war der Schriftzug aus weißer Kalkfarbe etwa 80 Zentimeter hoch und 15 Meter lang, verantwortlich dafür sollen die kommunistischen Aktivisten Fritz Demmler und Walter Neugebauer gewesen sein.
Im Jahr 2004 beging der Mannheimer Wilfried Rahm, ein Enkel von Max Rahm, gemeinsam mit Mitgliedern des Sächsischen Bergsteigerbunds die Rahmhanke.